# شلتون ۵۹۵۳
سیارک ۵۹۵۳ (به انگلیسی: 5953 Shelton، نامگذاری:1987HS) پنج هزار و نهصد و پنجاه و سومین سیارک کشف شده‌است که در ۲۵ آوریل ۱۹۸۷ کشف شد.
قدر مطلق سیارک برابر ۱۳٫۳۰ است.